# نظام مكتبة كلية فيرجينيا التقنية
نظام فيرجينا (بالأنجليزية Virginia Technology library system )

## التعريف بالنظام
نظام فيرجينا : هو أحد النظم العربية المتطورة المنتشرة في المكتبات المصرية، فهو مستخدم في مكتبة الإسكندرية والمكتبة المصرية القومية الزراعية ومكتبات كليات الهندسة بالجامعات المصرية. 
تطور النظام:
- 1974 كان بداية هذا المشروع في معهد فيرجينا الفني وجامعة ولاية فيرجينا.
- 1984 أدخل عليه إمكانية البحث بالكلمات المفتاحية.
- 1985 بدأ التوزيع التجاري لهذا النظام.
- 1989 تم إصدار النسخة المعدلة.

يتضمن نظام VTLS الأنظمة الفرعية العشرة التالية:-
lالتبادلات البولينية lأرقام التحكم. lالمؤلف lالموضوع lرقم التصنيف lالكلمات المفتاحية l
1. فهرس الإتاحة المباشرة (OPAC)أو ما يسمى Online Public Access Catalog.

هو نظام فرعي يتيح إمكانية البحث بــ :
ويمكن للمستفيد اختيار اللغة التي يرغب في استخدامها لعرض النتائج.
1. البحث البوليني وبالكلمات المفتاحية Keyword and Boolean Searching: يوفر إمكانية البحث في الحقول الفرعية لسجلات مارك.كما يمكن البحث بالكلمات المفتاحية مع الروابط البوليانية مثل (و) And,(أو) Or, (ماعدا) Not.
2. تداول مصادر المعلومات Circulation وهو النظام الذي يقوم بعمليات الإعارة، واستلام المصادر عند إعادتها، وتجديد الإعارة، والمصادر المتأخرة وغرامتها.وغيرها. ويمكن استخدام نظام التعرف الضوئي على شفرات الخطوط أو ما يعرف باسم OCR.
3. التحكم في حجز المصادر Reserve Room Control يتحكم هذا النظام الفرعي في عمليات تداول مصادر المعلومات والبحث المتعلق بالمصادر المقيدة الاستخدام أو المحجوزة وهي تتضمن المصادر التي يسمح باستعارتها لساعات محدودة، والمصادر التي لا تعود ملكيتها للمكتبة.
4. الفهرسة Cataloging يدعم هذا النظام الفرعي استخدام السجلات الببليوجرافية لمارك كما يتيح إدخال البيانات عن طريق مفاتيح الإدخال إضافة إلى استخدام سجلات مارك.
5. التحكم في بيانات المسؤولية Authority Control يمكن هذا النظام استخدام مداخل العنوان والمؤلف والموضوع كمداخل لبيانات المسؤولية. إضافة لإمكانات إنشاء مداخل جديدة أو التحقق من المداخل أو نسخها. كما يوفر إمكانات الإحالة من مدخل إلى آخر مستخدم بصورة آلية.

كما يوفر النظام أنظمة فرعية أخرى مهمة مثل: lالتحكم في الدوريات Serial Control. lمراقبة المجموعات وتوفير المزيد من المعلومات لمستخدمي الفهرس المباشر المعروف باسم Status Monitoring lإدارة المجموعات وإعداد التقارير Reporting and collection Management.
يوفر النظام برامج اختيارية يمكن للمكتبات اقتناؤها منه وهي : برنامج توفير الوثائق Document Delivery تكشيف الدوريات Journal Indexing التزويد والميزانية Acquisitions and fund accounting
ومما يهم الممارس في مجال المكتبات والمعلومات في الوطن العربي إن VTLS وأنظمتها قد عربت، والنظام المعرب يوفر الإمكانيات التالية باللغة العربية:
1. جميع الشاشات يمكن أن تظهر باللغة العربية مع القوائم الموجودة بها.
2. يمكن استخدام اللغة العربية مع اللغة الإنجليزية في نفس الوقت.
3. تظهر جميع الرسائل ومحثات النظام الخاصة بالنظام باللغة العربية بينما تظهر باللغة الإنجليزية عند اختيار تلك اللغة.
4. يمكن القيام بعمليات الفهرسة والبحث الببليوغرافي باللغة العربية أو الإنجليزية أو كليهما.
5. يمكن البحث بالكلمات المفتاحية باللغة العربية.

## وصلات خارجية
- Innovative Interfaces Inc. Website
- Innovative Interfaces Company Profile on Library Technology Guides (Maintained by Marshal Breeding)